# Kuvøse
En kuvøse er bygget til at hjælpe spædbørn som er syge eller for tidligt fødte. I kuvøsen kan barnet hjælpes med at holde kropstemperaturen og infektionsrisikoen kan mindskes. Luftfugtigheden kan reguleres. Ved hjælp af forskellige monitorer, C-PAP, saturationsmåler kan hjertefrekvens, vejrtrækning, iltoptagelse mm. overvåges og hjælpes. I dag kan selv for tidligt fødte børn i 25 ugers-alderen overleve.
For at skabe kontakt mellem barn og forældre kan barnet, når tilstanden tillader det, komme ud et par timer og ligge på brystet af mor eller far, stadig forbundet med overvågningsudstyret.
Kuvøse kommer af det franske ord couveuse.
Den franske fødselslæge Stephane Tarnier så i 1878 en rugemaskine til æg på en udstilling i Paris. Han fik den ide at lave en lignende anordning til for tidligt fødte børn.
Tarniers projekt blev støttet af den franske stat som gerne ville bedre fødselstallene som var katastrofalt lave efter den fransk-preussiske krig 1870-71. 
Den første neonatalafdeling blev ledet af lægen Pierre Budin. Barnet skulle have mest mulig fred og ro og omhyggelig pleje. Spædbørnene blev i høj grad passet at deres mødre og resultaterne viste sig at være gode. En elev af Budin, Martin Couney, markedsførte idéen og udstillede kuvøser med levende børn, under verdensudstillingen i 1896. Børnene var hentet fra et fattigsygehus og havde døden i udsigt. Samtlige overlevede takket være kuvøseplejen. Couney havde stor tillid til udstillingskuvøserne og hans egen datter som blev født for tidligt tilbragte sine første 3 måneder i en af kuvøserne.
Medicinsk Museum ved Københavns universitet har i deres samling af historiske effekter en såkaldt Tarnier-Auvard-model, som var den mest populære kuvøse frem til ca. 1900. Den blev opvarmet med små lerkrus fyldt med kogende vand.